# Moysés Cardoso
Moysés Cardoso (ur. 2 października 1900, zm. ?) – portugalski strzelec, olimpijczyk.
Dwukrotnie wystąpił na igrzyskach olimpijskich (IO 1936, IO 1948), na których wystartował łącznie w trzech konkurencjach. We wszystkich zajął miejsca pod koniec stawki, a najwyższą lokatę osiągnął podczas igrzysk w Berlinie, gdzie uplasował się na 40. pozycji w pistolecie dowolnym z 50 m (wśród 43 strzelców).

## Wyniki

### Igrzyska olimpijskie
| Igrzyska    | Konkurencja                   | Wynik                        | Miejsce | Źródło |
| ----------- | ----------------------------- | ---------------------------- | ------- | ------ |
| Berlin 1936 | Pistolet dowolny, 50 m        | 490 pkt. (79–80–84–82–86–79) | 40      | [ 1 ]  |
| Londyn 1948 | Pistolet dowolny, 50 m        | 485 pkt. (78–86–86–76–76–83) | 42      | [ 2 ]  |
| Londyn 1948 | Pistolet szybkostrzelny, 25 m | 464 pkt. (226–238)           | 55      | [ 3 ]  |